# Pontang (Ambulu)
Pontang is een bestuurslaag in het regentschap Jember van de provincie Oost-Java, Indonesië. Pontang telt 11.050 inwoners (volkstelling 2010).